# Dr. Slump
Dr. Slump (яп. Dr.スランプ, Dokutā Suranpu) — японська серія манґи, написана та проілюстрована Акірою Торіямою. Серіал виходив у журналі Weekly Shonen Jump видавництва Shueisha з лютого 1980 по вересень 1984 року, а глави були зібрані у 18 томів. Серіал розповідає про гумористичні пригоди маленької дівчинки-робота Арале Норімакі, її творця Сенбея Норімакі та інших мешканців химерного Селища Пінгвінів.
Манґа була адаптована в аніме-серіал від студії Toei Animation, що транслювався на Fuji TV з 1981 по 1986 рік у 243 серії. Через тринадцять років після закінчення манґи був випущений рімейк аніме, що складався з 74 серій, які транслювалися з 1997 по 1999 рік. Манґа також породила кілька романів, відеоігор та одинадцять анімаційних фільмів.
Доктор Сламп поклав початок кар'єрі Торіями. У 1981 році твір отримав нагороду премії манґи Shogakukan, і в Японії було продано понад 35 мільйонів примірників.

## Сюжет
Dr. Slump розгортається в Селищі Пінгвінів (яп. ペンギン村, Pengin Mura), місці, де люди співіснують із усіма видами антропоморфних тварин та інших об'єктів. У цьому селі живе винахідник Сенбей Норімакі. У першому розділі він створює, як він сподівається, найдосконалішого у світі робота-дівчинку на ім'я Арале Норімакі. Однак виявляється, що вона дуже потребує окулярів. Вона також дуже наївна, і в наступних випусках з нею трапляються такі пригоди, як принесення додому величезного ведмедя, прийнявши його за домашнього улюбленця. До честі Сенбея, вона справді має суперсилу. Загалом манґа зосереджується на нерозумінні Арале людства та винаходах Сенбея, їхньому суперництві та романтичних халепах. В середині серіалу з'являється постійний лиходій на ім'я доктор Машіріто, який є суперником Сенбея.

## Гумор
Dr.Slump сповнений каламбурами і туалетним гумором, а також пародіями на японську та американську культуру. Наприклад, одним із персонажів манґи є Суппаман — невисокий, товстий, пихатий бовдур, який перетворюється на альтер-его, схоже на Супермена, з'їдаючи кислий на смак («суппай» японською) умебоші. На відміну від Супермена, Суппаман не може літати, а замість цього вдає, що літає, лягаючи животом на скейтборд і мчачи вулицями. Крім того, один із поліцейських села носить шолом штурмовика у стилі «Зоряних воєн», як в американських фільмах. Сам Торіяма зображував себе у вигляді птаха («торі» в його прізвищі означає «птах», звідси й назва його виробничої студії Bird Studio), хоча припускають (навіть він сам), що він насправді взяв самого себе за основу дизайну Сенбея. Крім того, з'являються інші люди з реального життя, такі як редактор Торіями (Кадзухіко Торісіма), асистенти, дружина, його друзі-колеги (такі як Масакадзу Кацура) та інші.

## Сприйняття
Майк Тул з Anime News Network назвав Dr.Slump «найкращою манґою всіх часів», наповненою «пародіями, приколами та жартами про пукання, якими можуть насолоджуватися всі, від малюків до бабусь і дідусів». Джейсон Томпсон назвав Dr. Slump найкращим серіалом, створеним Торіямою, стверджуючи, що він кращий і креативніший, ніж Dragon Ball. Він також повідомляє, що багато хто в індустрії японської манґи вважають її «останнім натуральним хітом», особливою серед манґ Weekly Shōnen Jump. У своїй рецензії Publishers Weekly стверджували: «Торіяма створив власний божевільний ситком, і його фантастична уява та комічний винахід ніколи не згасають», «[Англійський] переклад трохи плоский, але надзвичайно вдала розповідь з лишком це компенсує». Едуардо М. Чавес з Mania Entertainment коротко назвав Dr. Slump «чудернацькою комедією, повністю заснованою на фентезі». Він вважає, що в той час як звичайний художній стиль Торіями має стиль «Тібі», Dr. Slump також демонструє натяки на те, що автор може малювати і в реалістичному стилі. Він зауважив, що «маленькі нюанси», особливі каламбури, втрачаються в перекладі з японської на англійську, і висловив зневагу до цензури Viz, сказавши, що вона позбавляє чесності серіалу. Чавес відчуває, що те, що роблять герої, ніколи не переходить межу недоречного; «Можливо, жарти не дуже здорові, але вони справді смішні та нешкідливі»; і далі сказав, що серія заповнює порожнечу для «манґи для всіх віків» у книгарнях і бібліотеках.
Рецензуючи перші п'ять фільмів, Карл Кімлінгер з Anime News Network коротко описав Dr. Slump як «випадкові безглузді пригоди […], подані з великою кількістю сюрреалістичного безглуздого гумору, лише найпростішим відчуттям тяглості, без жодного натяку на суть чи серйозність». Він відчував, що більша частина гумору приходить просто через візуальні ефекти; стверджуючи, що старовинне мистецтво та анімація ручної роботи забезпечують «тепло» та «піднімають візуал Dr. Slump вище» інших аніме. Однак він назвав фонову музику «невиразною» і заявив, що фільми призначені лише для глядачів, які знайомі з серіалом, оскільки в них немає експозиції.